# Zitadelle Landskrona

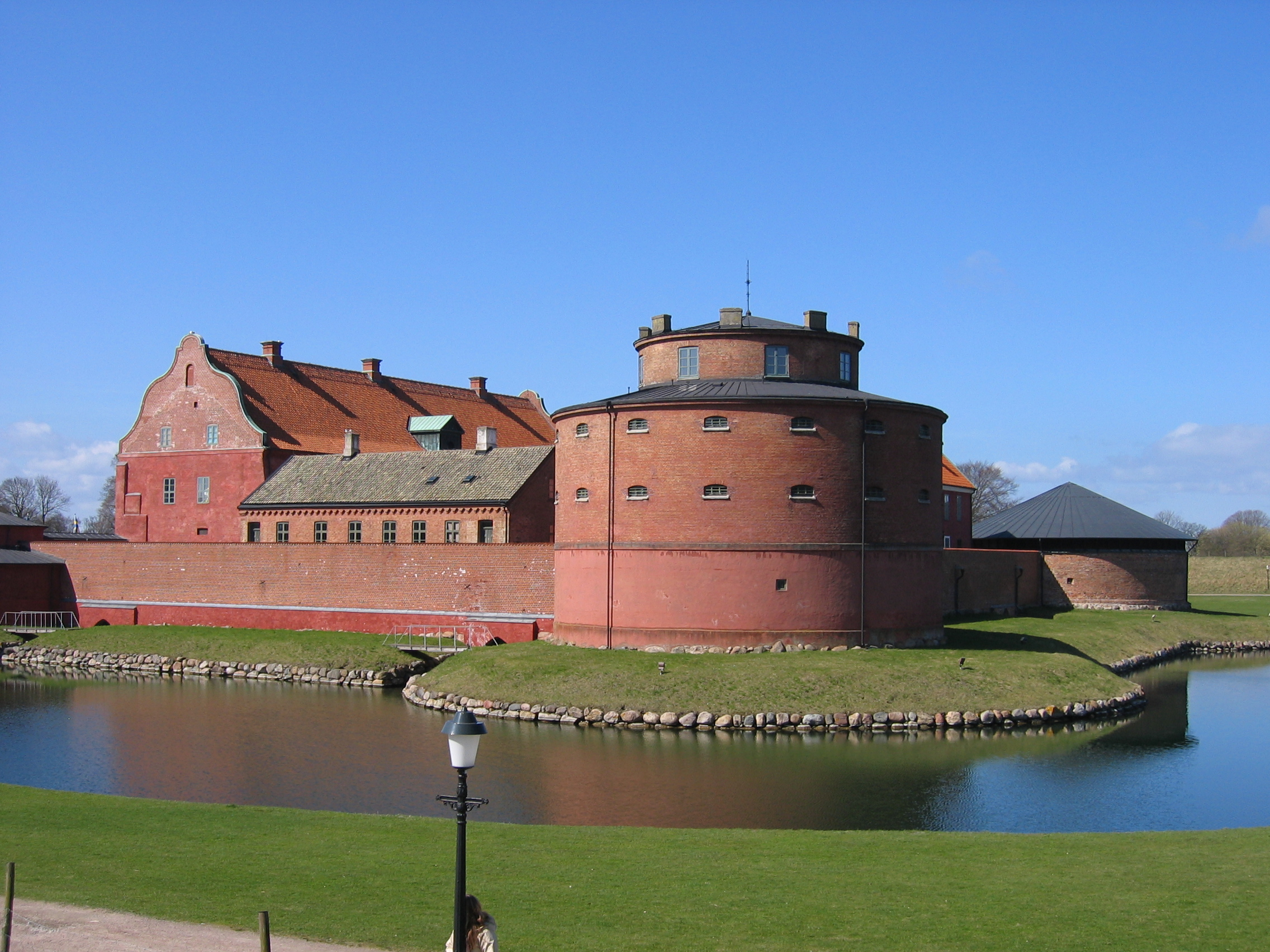
Die Zitadelle von Landskrona

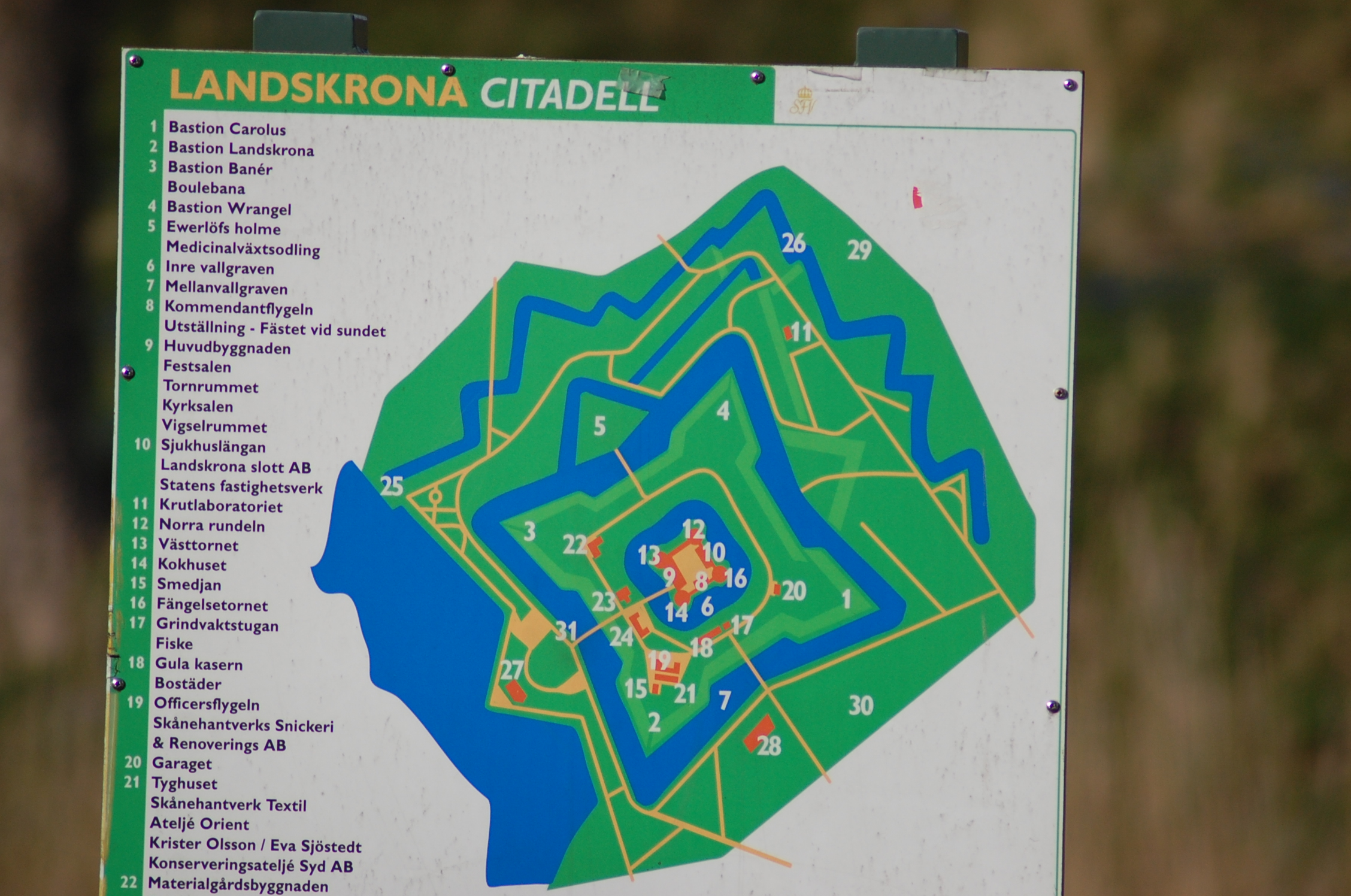
Plan

Die Zitadelle Landskrona ist eine Befestigungsanlage (Zitadelle) in der südschwedischen Stadt Landskrona. Sie gilt als eine der besterhaltenen Skandinaviens und war flächenmäßig die größte ihrer Zeit.

## Aufbau
Das Streben des dänischen Königs Christian III. nach größerer Macht und Herrschaft über den Öresund, veranlasste zum Baubeginn der inneren Burg 1549. Um 1560 war die Burganlage fertiggestellt. Vom innersten Kern der Zitadelle sind heute noch das Hauptgebäude und in unterschiedlichem Ausmaß auch die vier Ecktürme vorhanden. Älteres Bildmaterial zeigt, dass die Burg im 16. Jahrhundert eine völlig geschlossene Anlage war, mit verbindenden Mauern zwischen den Türmen. Das Hauptgebäude, oder Schloss, macht den am besten erhaltenen Teil der Anlage aus.
Zur Zitadelle wird heute, außer der Festung Gråen auf einer Insel außerhalb der Stadt, die älteste innere Burg innerhalb des Grabens, der Bastionsgürtel mit den vier Bastionen, der Wallgraben und die Ravelinen gezählt.

### Die innere Burg

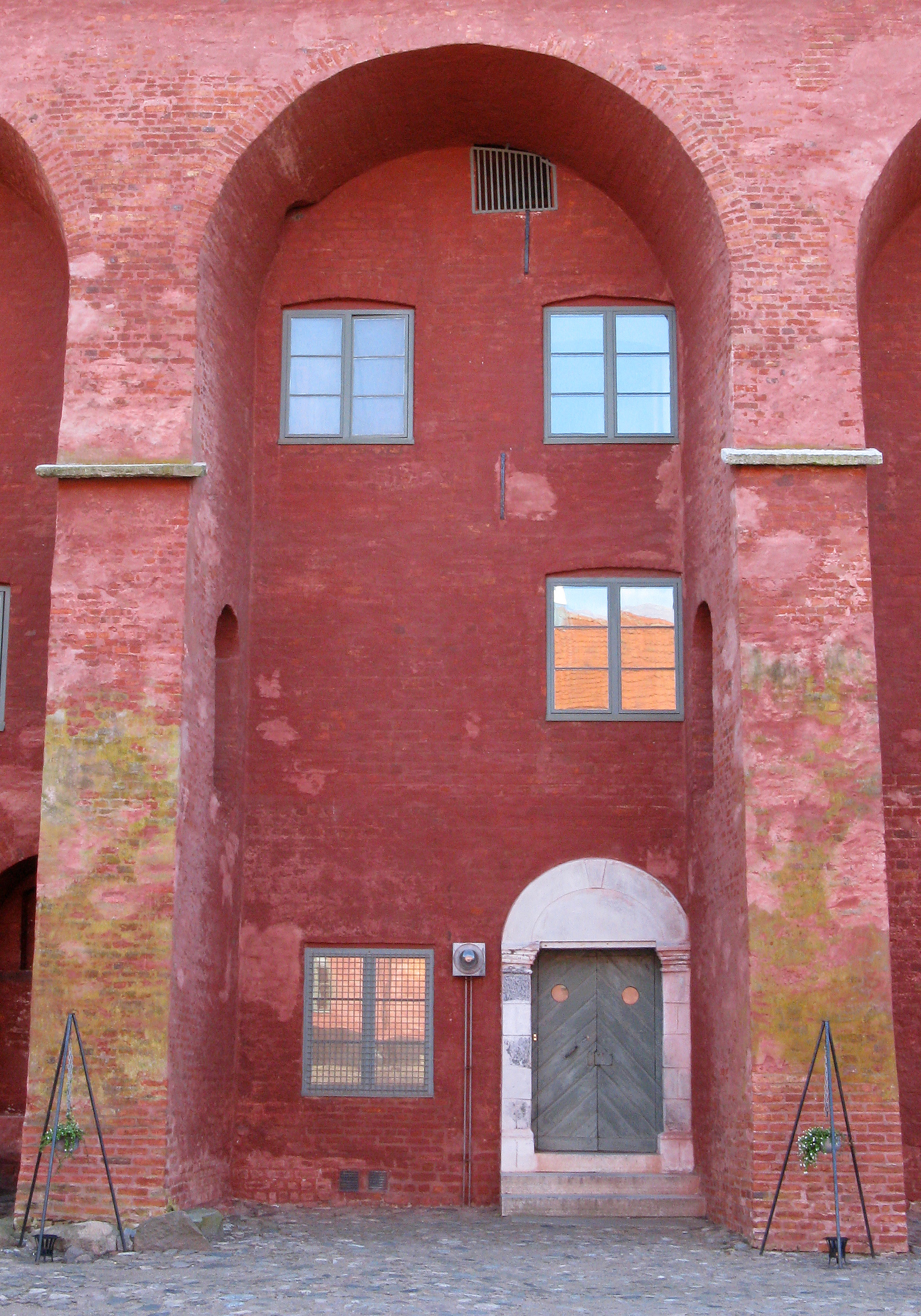
Das Strebewerk des Hauptgebäudes

Die innere Burg, der Kern der Zitadelle, besteht aus dem Hauptgebäude, einem Donjon, sowie den vier Rundtürmen, welche durch Sperrmauern miteinander verbunden sind. Das Konzept mit einem Donjon und anschließenden Türmen war im Mittelalter nicht außergewöhnlich. Das Hauptgebäude machte den wichtigsten Teil der Anlage aus. Hier konnte sowohl Artillerie in Stellung gebracht werden, als auch konnte die Besatzung auf die umliegenden Türme verteilt werden. So konnte man zeitnah auf taktische Änderungen des Feindes reagieren.
Der Schützengang, der durch den nordwestlichen Turm verlief, diente ab dem 17. Jahrhundert als Lager für Schwarzpulver. Auch das obere Gewölbe des südwestlichen Turmes Mors Mössa war als Pulverlager eingerichtet, da dessen gewölbter Keller zu feucht für Schwarzpulver war. Dort lagerten stattdessen vor allem Geschosse. Der Transport des Schwarzpulvers vom Burghof zum Schützengang geschah über eine Treppe mit 45-Grad Neigung.
Im Erdgeschoss des Hauptgebäudes lagen das Proviantlager und das Arsenal. Daneben fanden sich auch eine Brauerei sowie eine Bäckerei.
Der nördliche Rundturm der Zitadelle diente bereits seit Beginn des 18. Jahrhunderts ausschließlich als Gefängnis. Zuerst beherbergte der Turm Kriegsgefangene, ab 1827 zu lebenslanger Haftstrafe Verurteilte. Die Funktion eines Gefängnisses erfüllte der Turm bis 1940, als das neutrale Schweden begann, die Zitadelle wieder für militärische Zwecke einzurichten. Hier reagierte man vor allem auf das Unternehmen Weserübung der Wehrmacht.

## Festung Landskrona
Während des Torstenssonkrieg fiel die Zitadelle 1644 an die Schweden unter Gustaf Horn, die Dänen eroberten sie jedoch bereits ein Jahr später zurück. Nach dem Frieden von Roskilde 1658 wurde Schonen schwedisch und die neuen Herren bauten die Festung zwischen 1667 und 1675 zur modernsten Festung Skandinaviens aus.
Festungsbaumeister Erik Dahlberg verfasste bereits 1680 einen umfangreichen Befestigungsplan für Landskronas Stadtkern, südöstlich der Zitadelle. Nach diesem sollte um die Stadt ein ganzer Bastionsgürtel, bestehend aus acht ganzen und zwei halben Bastionen gebaut werden. Dieser Plan war jedoch ökonomisch nicht durchführbar und stattdessen wurde Mitte des 18. Jahrhunderts mit dem Bau einer weitaus kleineren Front in südöstlicher Richtung begonnen.
Heute ist die Zitadelle im Besitz des Staates. Sie steht seit 1935 als Byggnadsminne unter Denkmalschutz und wird von Statens fastighetsverk verwaltet.